# Đường sắt đô thị

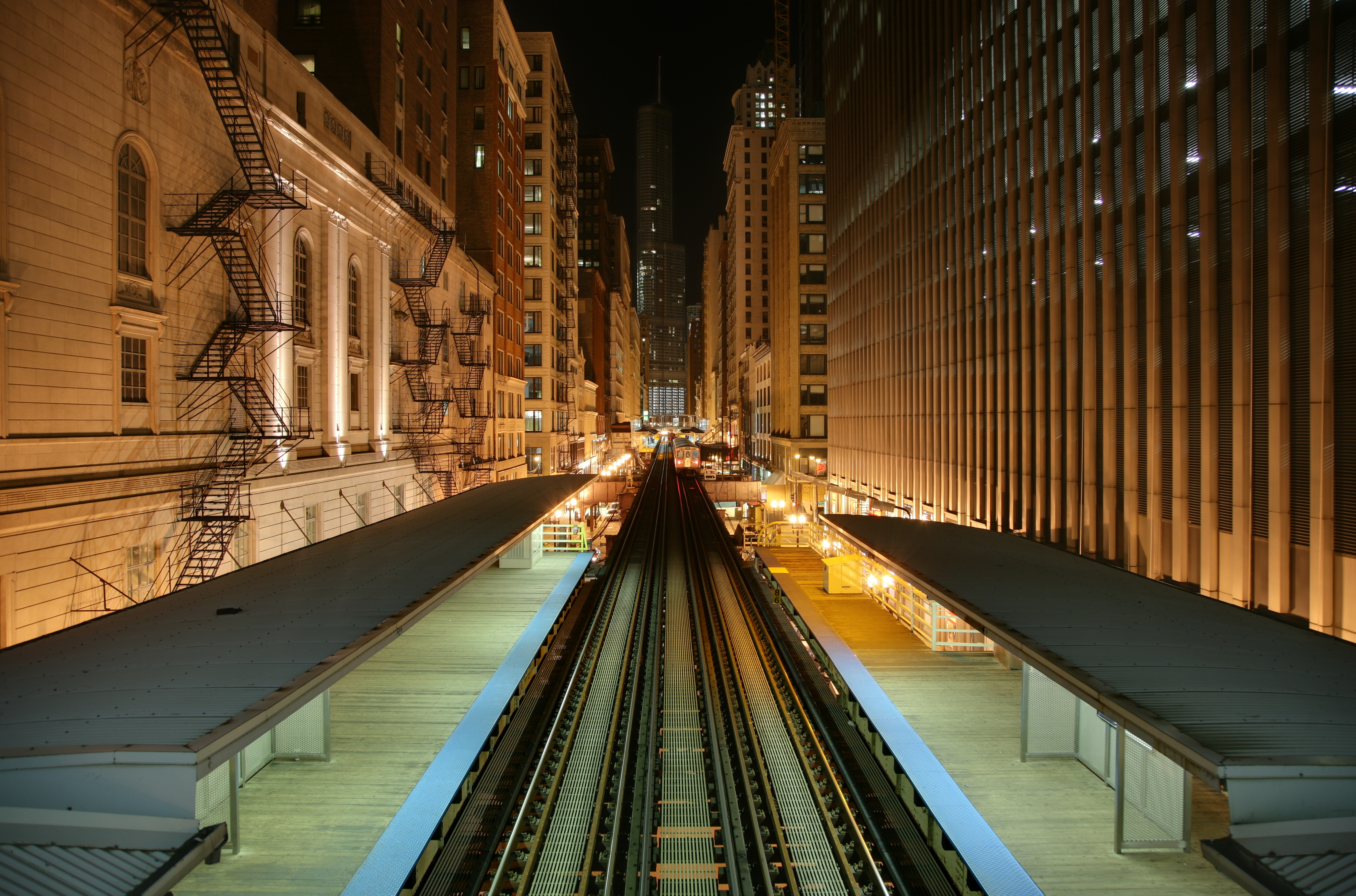
Khung cảnh nhìn về phía bắc của hệ thống Chicago 'L' từ ga Adams/Wabash trong khu vực Chicago Loop

Đường sắt đô thị (tiếng Anh: Urban rail transit) là một thuật ngữ rộng để chỉ nhiều loại hình hệ thống đường sắt chuyên chở hành khách trong phạm vi và xung quanh các đô thị hoặc khu vực ngoại ô. Các hệ thống đường sắt đô thị có thể được phân loại thành các loại hình như sau; một số hệ thống hoặc tuyến đường sắt có thể mang đặc điểm của nhiều loại hình khác nhau.

## Các loại hình

### Xe điện mặt đất

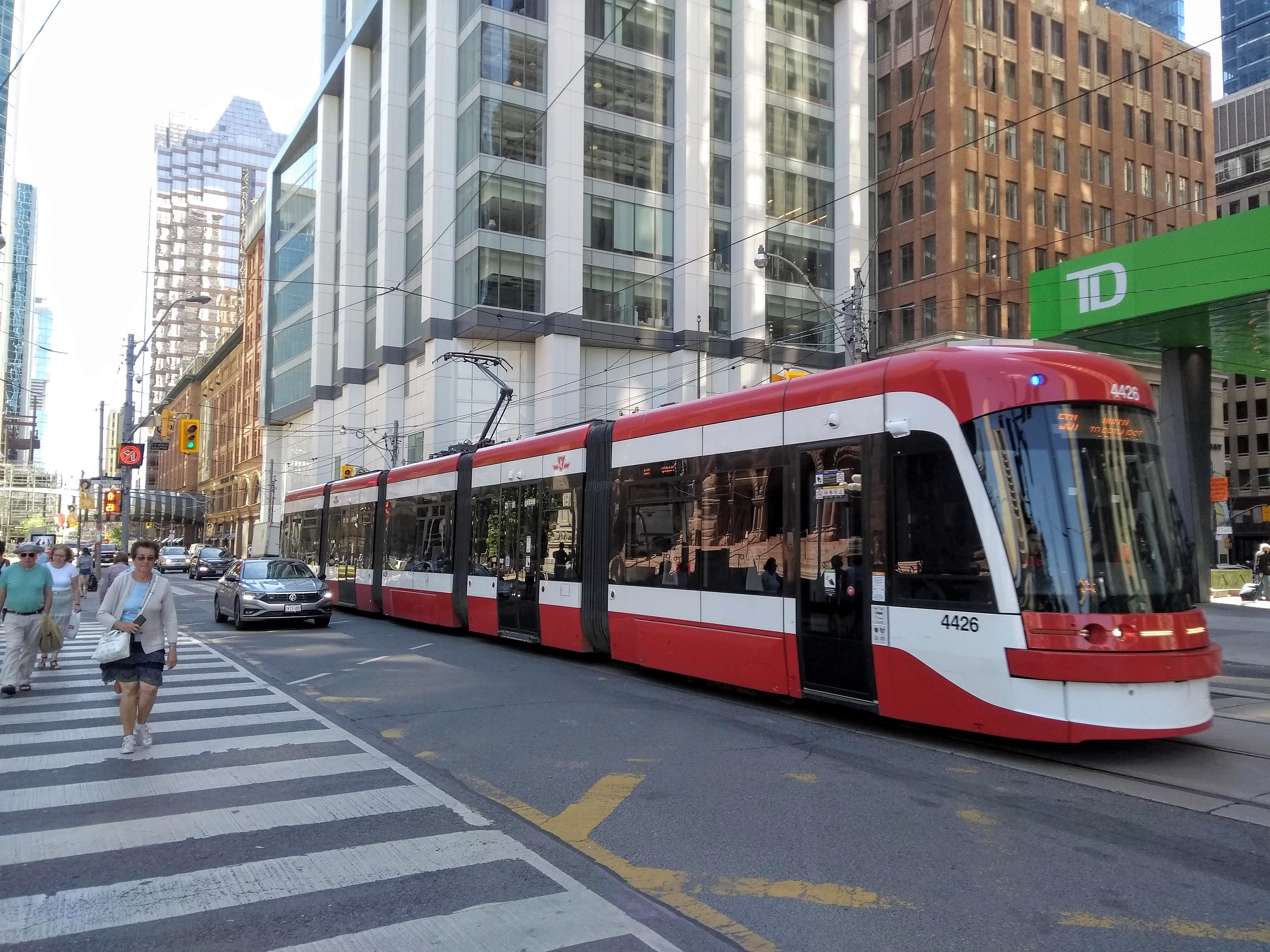
Hệ thống xe điện mặt đất Toronto là một mạng lưới xe điện mặt đất quy mô lớn.

Một hệ thống xe điện mặt đất hoặc tàu điện mặt đất là hệ thống giao thông công cộng bằng đường sắt chủ yếu hoặc hoàn toàn chạy theo các đường phố (bao gồm cả chạy chung phần đường với xe cơ giới), với sức chứa khá thấp và các điểm dừng được bố trí thường xuyên; tuy nhiên, các hệ thống xe điện mặt đất hiện đại có khả năng chuyên chở cao hơn so với tàu điện truyền thống. Hành khách thường lên tàu từ dưới mặt phố hay vỉa hè, nhưng cũng có các mẫu tàu điện sàn thấp cho phép hành khách lên tàu dễ dàng hơn. Các tuyến xe điện có khoảng cách dài hơn được gọi là "interurban" (liên đô thị) hoặc "radial railways" (đường sắt xuyên tâm). Các hệ thống xe điện hiện đại cũng có thể hoạt động dưới dạng những đoàn tàu tự hành gồm nhiều toa ghép lại với nhau thay vì chỉ có một toa, và thường được phân vào một thuật ngữ rộng hơn là đường sắt nhẹ; tuy nhiên, chúng khác nhau ở chỗ xe điện mặt đất thường xuyên đi chung với phần đường giao thông cơ giới và không có đèn tín hiệu ưu tiên.
Trong tiếng Anh, các hệ thống xe điện mặt đất được gọi là "tram" ở hầu hết các nơi trên thế giới, trong khi tại Bắc Mỹ thì các tên gọi như "streetcar" hay "trolley" lại được sử dụng. Tại Đức, các hệ thống này được gọi là Straßenbahn, dịch nghĩa đen tức là "tàu trên phố" hoặc "đường sắt trên phố".

### Đường sắt nhẹ

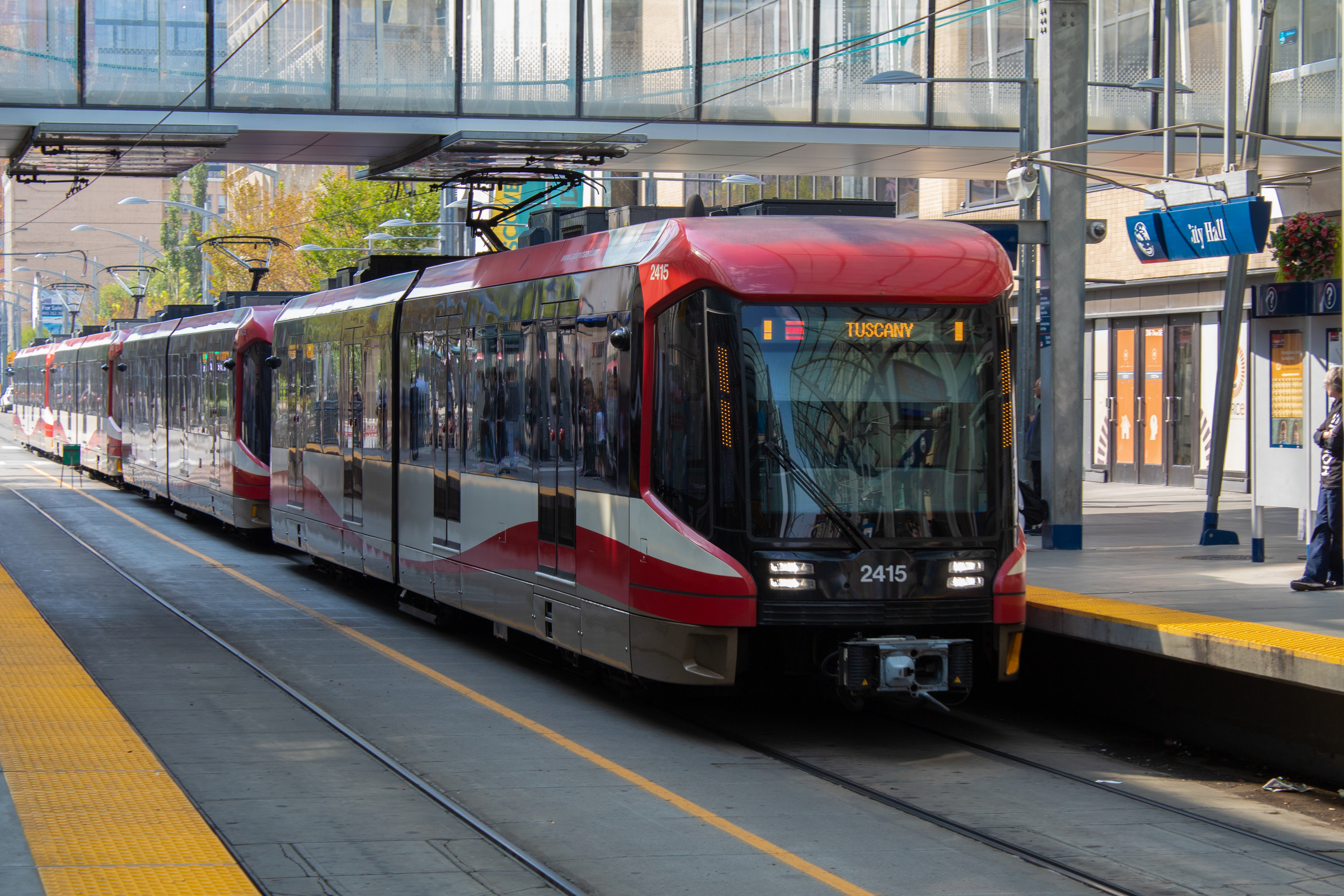
CTrain là một hệ thống đường sắt nhẹ được vận hành bởi Calgary Transit.

Một hệ thống đường sắt nhẹ là hệ thống giao thông công cộng bằng đường sắt có sức chứa và tốc độ di chuyển cao hơn xe điện mặt đất, thường là do tàu có quyền ưu tiên so với các phương tiện ô tô, nhưng phần đường không hoàn toàn tách biệt khỏi các phương tiện khác (khác với metro). Đường sắt nhẹ cũng thường hoạt động với các đoàn tàu nhiều toa thay vì chỉ sử dụng các loại tàu đơn toa. Đây là loại hình phát triển hơn của xe điện mặt đất. Các hệ thống đường sắt nhẹ có tốc độ và sức chứa rất đa dạng; quy mô và thiết kế có thể thay đổi từ những hệ thống xe điện mặt đất được cải tiến đôi chút cho tới những hệ thống không khác gì metro nhưng có một số điểm giao cắt cùng mức.
Thuật ngữ "light rail" được sử dụng phố biến nhất để chỉ loại hình này, đặc biệt là tại châu Mỹ; trong khi đó, các hệ thống đường sắt nhẹ tại Đức được gọi là Stadtbahn, nghĩa đen tức là "đường sắt thành phố".

### Metro

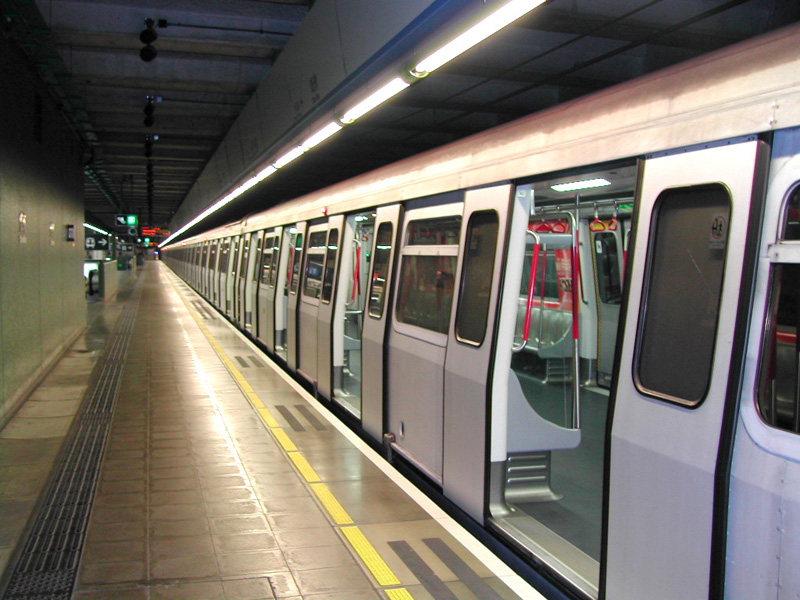
MTR Hong Kong vận hành một mạng lưới metro sức chứa lớn.

Một hệ thống "metro" hay "rapid transit" (giao thông công cộng nhanh) là hệ thống đường sắt thường nằm trong phạm vi một đô thị với sức chuyên chở hành khách và tần suất hoạt động cao, cùng với đặc điểm là (thường) có phần đường tách biệt hoàn toàn với các loại hình giao thông khác, kể cả các tuyến đường sắt khác. Nó thường được gọi bằng cái tên "heavy rail" (đường sắt nặng) để phân biệt với đường sắt nhẹ và buýt nhanh.
Ở hầu hết các nơi trên thế giới, các hệ thống như vậy thường được gọi là "metro", viết tắt của từ "metropolitan" (đô thị), chính nó cũng là cách gọi tắt của "Metropolitan Railway", hệ thống metro đầu tiên trên thế giới. Thuật ngữ "subway" (tàu điện ngầm) được dùng ở nhiều hệ thống tại Mỹ, cũng như tại Glasgow và Toronto. Hệ thống metro tại London được đặt tên là "Underground" và thường được gọi bằng biệt danh "tube" (ống). Các hệ thống metro tại Đức được gọi là "U-Bahn", cách gọi tắt của Untergrundbahn ("đường sắt ngầm"). Nhiều hệ thống tại Đông, Đông Nam và Nam Á như Đài Bắc, Chennai và Singapore sử dụng tên gọi "MRT", viết tắt của "mass rapid transit". Các hệ thống chủ yếu đi trên cao có thể được gọi bằng những cái tên như "L", giống như ở Chicago, hay "Skytrain", giống như tại Bangkok và Vancouver. Một số tên gọi ít thông dụng hơn bao gồm "T-bane", viết tắt của "tunnelbana" (trong ngôn ngữ Scandinavia có nghĩa là đường sắt trong hầm) và "MTR" (mass transit railway).

### Monorail

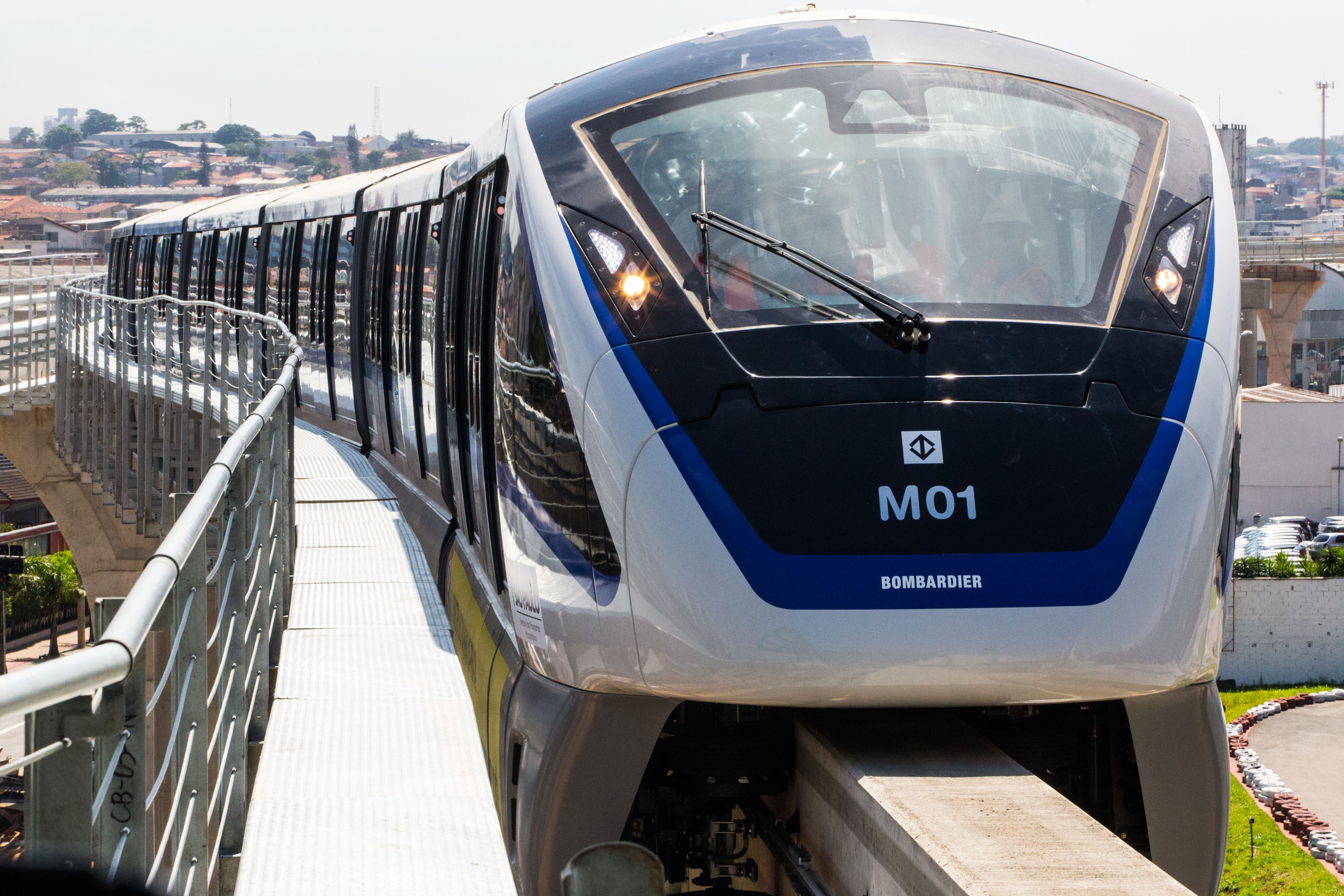
Tuyến 15 São Paulo Metro là tuyến monorail dài nhất và bận rộn nhất châu Mỹ, cũng là tuyến dài và bận rộn thứ hai trên thế giới.

Monorail (tàu một ray) là loại hình đường sắt chỉ bao gồm một thanh ray đơn, khác so với đường sắt truyền thống có hai thanh ray.
Thuật ngữ này có thể đã xuất hiện từ năm 1897, khi kỹ sư người Đức Eugen Langen đã đặt tên cho một hệ thống đường sắt trên cao với các toa tàu được treo ngược là Tàu điện treo Một ray Eugen Langen (Einschieniges Hängebahnsystem Eugen Langen).

### Đường sắt ngoại ô

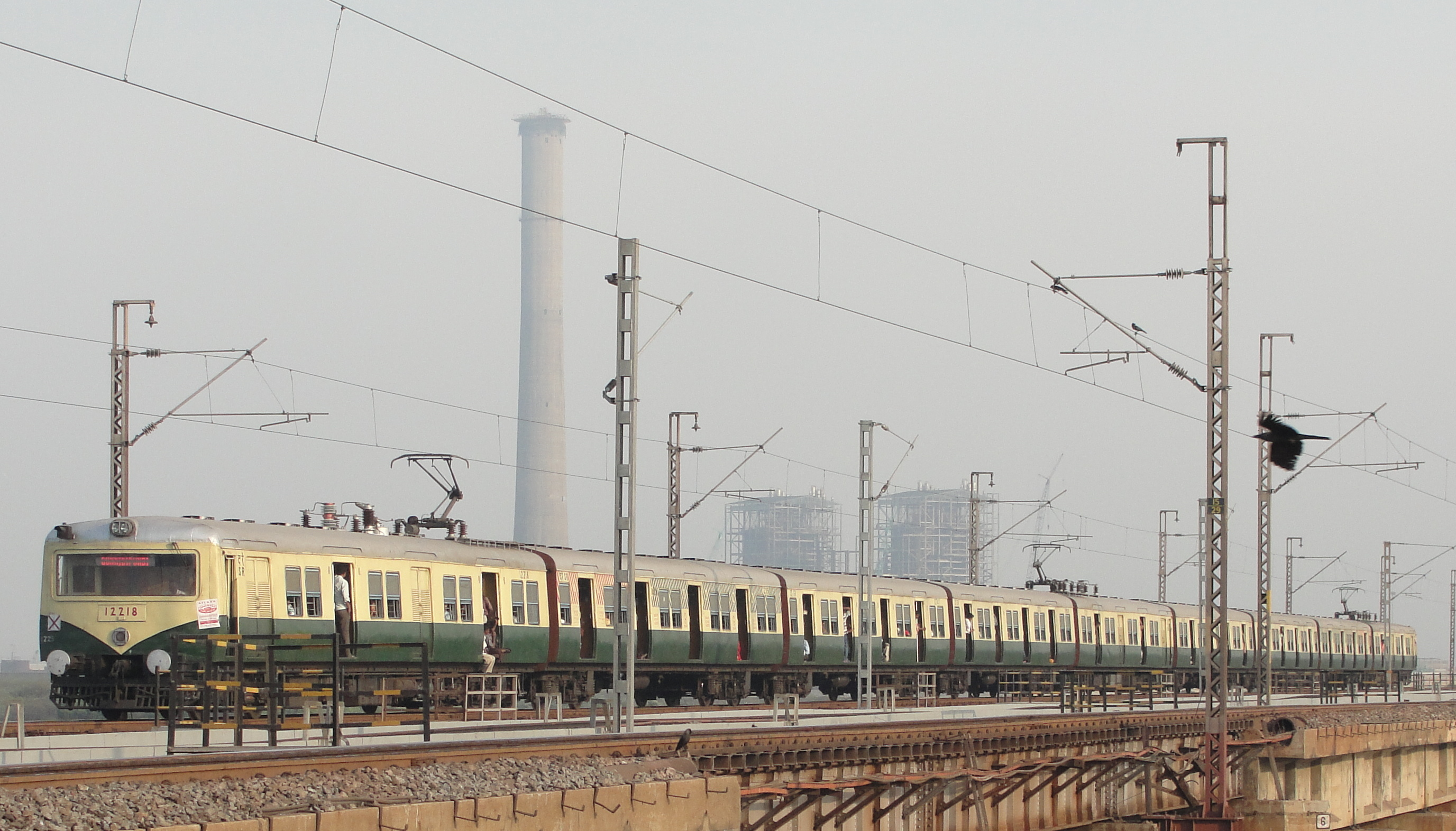
Đường sắt ngoại ô Chennai vận hành các chuyến tàu trong phạm vi Vùng đô thị Chennai, Ấn Độ.

Một hệ thống đường sắt ngoại ô, đường sắt vùng hay đường sắt đi làm (tiếng Anh: commuter rail) hoạt động trên đường ray chính tuyến, có thể dùng chung với các chuyến tàu liên thành phố và tàu chở hàng. Các hệ thống này thường hoạt động với tần suất chuyến thấp hơn metro hoặc đường sắt nhẹ nhưng di chuyển với tốc độ nhanh hơn, khoảng cách giữa các nhà ga lớn hơn và chiều dài toàn tuyến lớn hơn. Một chuyến tàu ngoại ô sẽ có sức chứa hành khách lớn.
Mặc dù nhiều hệ thống đường sắt ngoại ô tại châu Âu và Đông Á hoạt động với tần suất và toa xe tương tự như các hệ thống metro, chúng thường đi chung đường ray với các chuyến tàu liên thành phố/tàu hàng, hoặc có các điểm giao cắt cùng mức với đường ô tô, do đó chúng không được phân loại là metro. Ví dụ, S-trains là các hệ thống đường sắt tại các nước nói tiếng Đức kết hợp những đặc điểm của cả metro và đường sắt ngoại ô. Thông thường, các đoàn tàu S-train dùng chung đường ray với các chuyến tàu chở khách và chở hàng chính tuyến, nhưng khoảng cách giữa các ga và tần suất phục vụ lại giống với các hệ thống metro.

### Hệ thống vận chuyển hành khách có dẫn hướng tự động

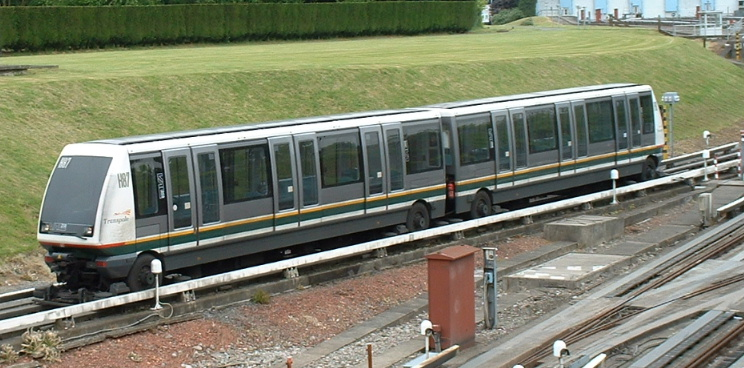
Đoàn tàu loại VAL-208 của hệ thống Lille Metro.

Các hệ thống chuyên chở có dẫn hướng tự động (tiếng Anh: automated guideway transit) thường hoạt động với sức chuyên chở hành khách ở mức trung bình.
Những hệ thống lớn hơn có các kiểu thiết kế đa dạng, từ các hệ thống vận chuyển nhanh nâng cao (ART) tương tự như tàu điện ngầm, đến những phương tiện có kích thước nhỏ (thường chở từ 2 đến 6 hành khách) được gọi là hệ thống vận chuyển nhanh cá nhân ("personal rapid transit" - PRT).

### Tàu leo núi

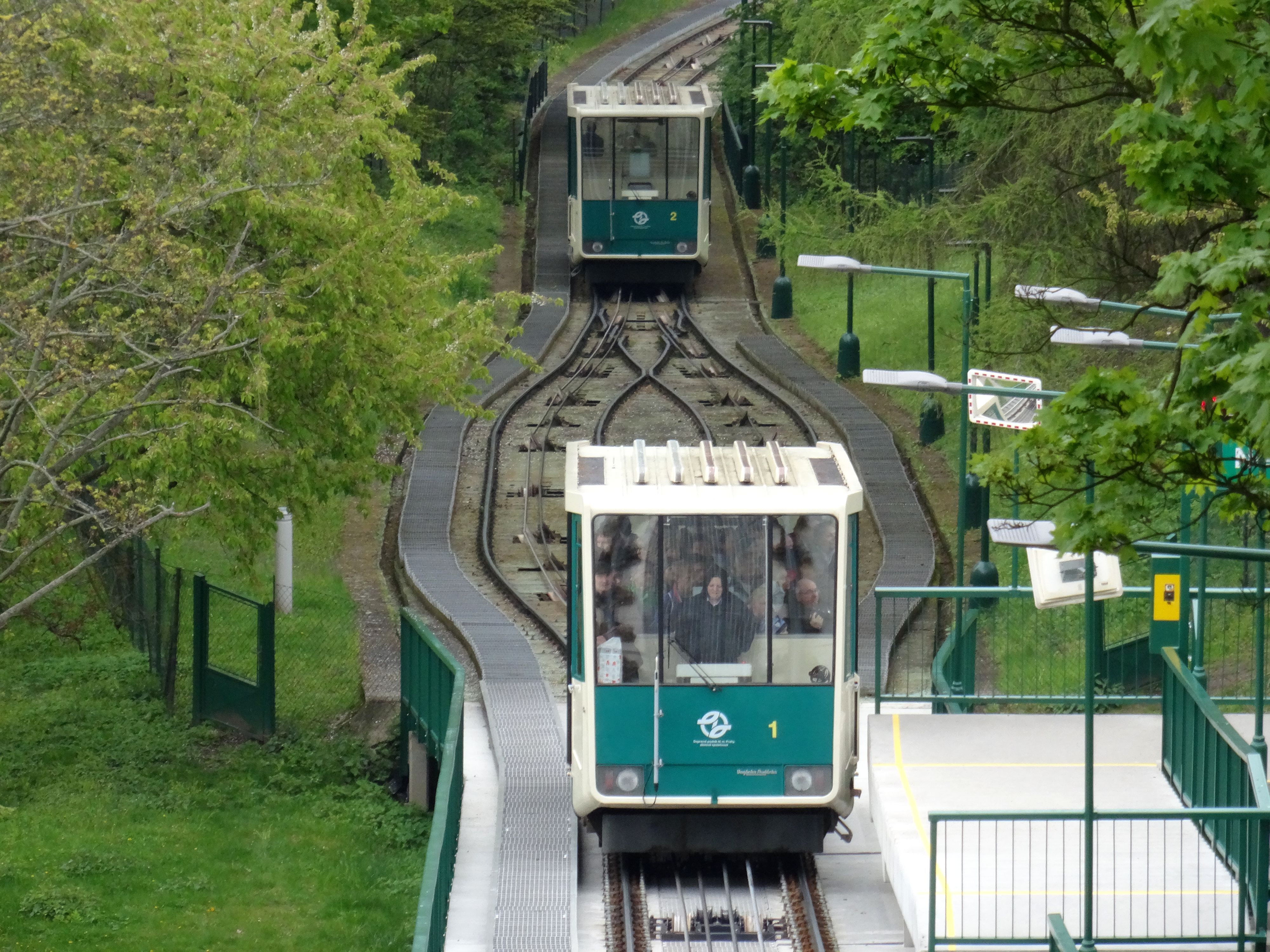
Hai toa xe của hệ thống tàu leo núi Petřín.

Tàu leo núi (tiếng Anh: funicular) là một hệ thống đường sắt dốc nghiêng sử dụng sức nặng của các toa xe đang xuống dốc để kéo các toa xe khác lên dốc thông qua dây cáp.
Thuật ngữ funicular có nguồn gốc từ từ tiếng La tinh funiculus, biến đổi từ funis, có nghĩa là 'dây'.

### Cable car

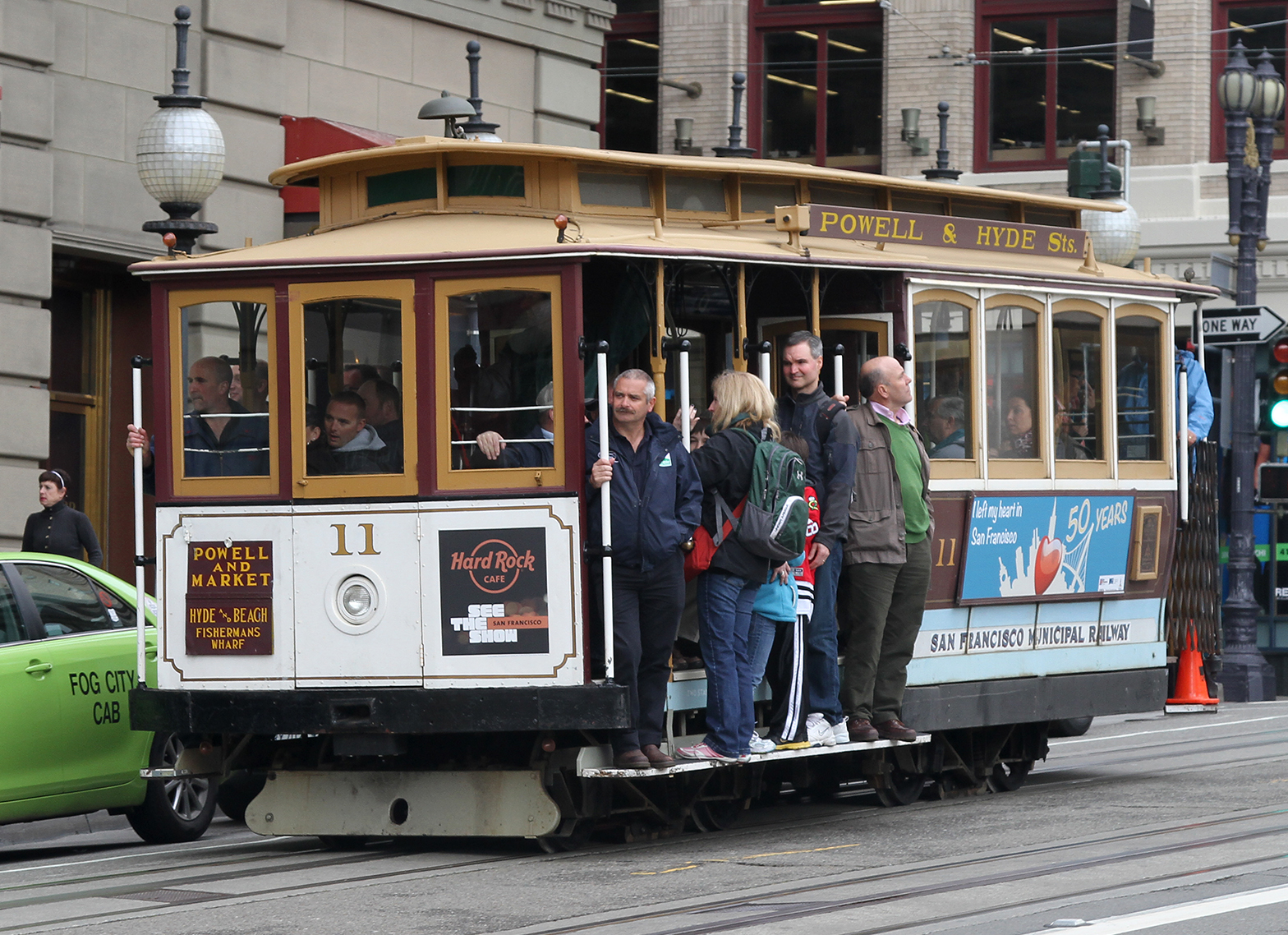
Một chiếc cable car San Francisco trên tuyến Powell & Hyde.

Trong giao thông công cộng, "cable car" là một hệ thống sử dụng những toa xe di chuyển nhờ được kéo bởi một sợi cáp di chuyển liên tục với tốc độ cố định. Các toa xe có thể dừng lại hoặc tiếp tục di chuyển bằng cách thả hoặc bám vào dây cáp. Cable car là loại hình khác so với tàu leo núi (các toa tàu leo núi được gắn vĩnh viễn vào dây cáp) và đường sắt dây cáp (tiếng Anh: cable railways) (tương tự như tàu leo núi, nhưng các toa tàu có thể gắn vào và tách ra khỏi đường ray một cách thủ công).

### Vấn đề khi phân loại

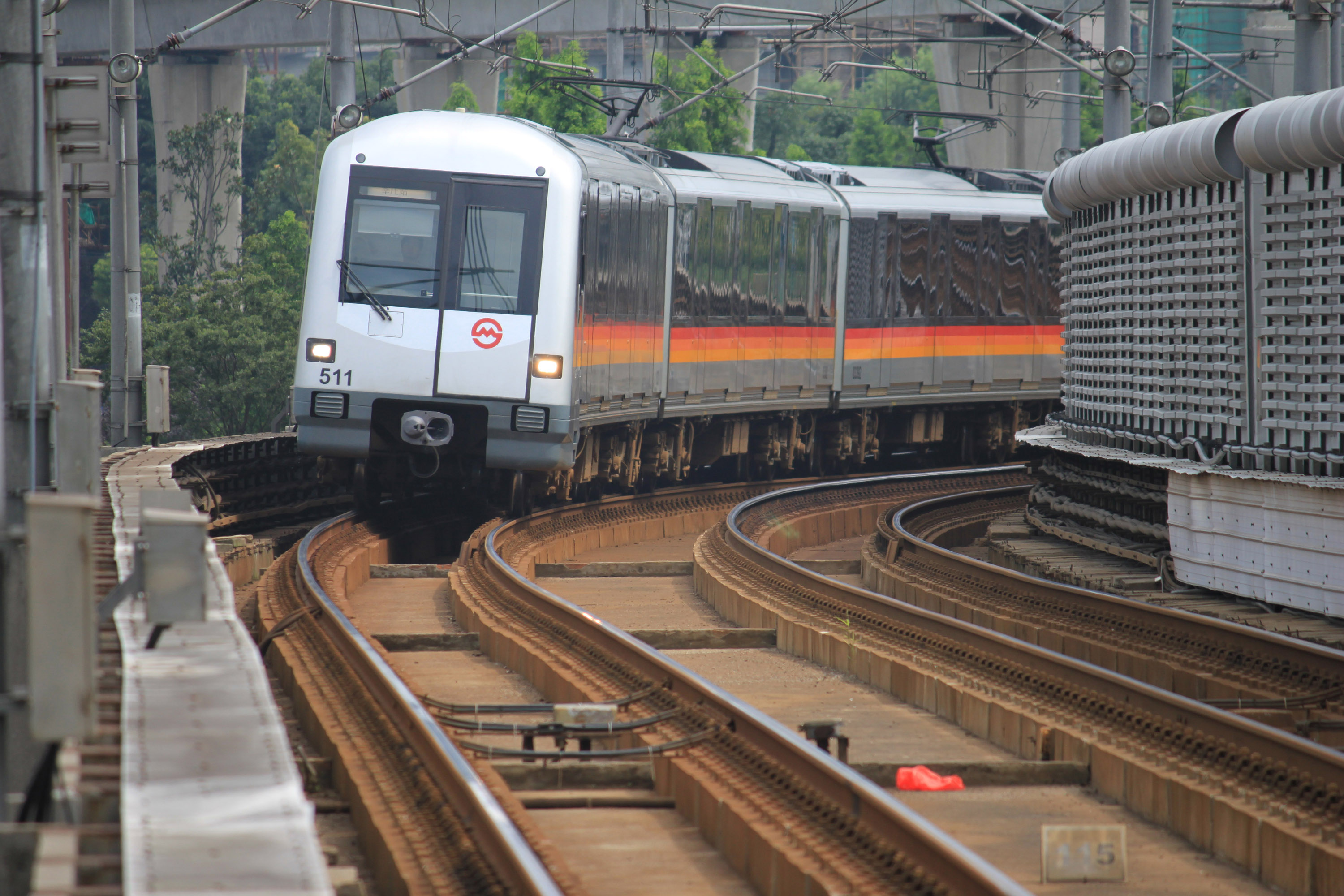
Tuyến số 5 của hệ thống metro Thượng Hải là một tuyến metro nhưng lại bị gọi sai là đường sắt nhẹ.

Tên gọi các tuyến do các cơ quan vận tải đặt không hoàn toàn phản ánh đúng phân loại kỹ thuật của chúng. Ví dụ như Tuyến Xanh lá tại Boston được gọi là "subway" (tàu điện ngầm) mặc dù hầu hết chiều dài tuyến đều đi trên mặt đất. Ngược lại, hệ thống Docklands Light Railway tại London, Tuyến C tại Los Angeles và một số tuyến metro tại Trung Quốc được gọi là "đường sắt nhẹ" nhưng hoàn toàn đủ điều kiện được phân loại là metro bởi chúng đều có phần đường hoàn toàn tách biệt và cung cấp tần suất dịch vụ cao.
Nhiều thành phố dùng những tên gọi như tàu điện ngầm hay đường sắt trên cao để mô tả cho toàn bộ hệ thống của họ, kể cả khi chúng kết hợp cả hai phương thức hoạt động. Ví dụ, chỉ có chưa đến một nửa chiều dài đường ray của hệ thống Tàu điện ngầm London là đi ngầm. Hệ thống tàu điện ngầm Thành phố New York cũng bao gồm cả các nhà ga trên cao và dưới lòng đất; các hệ thống "tàu trên cao" như Chicago "L" và Vancouver SkyTrain cũng phải chạy ngầm qua các khu vực trung tâm.